# Villefargeau
Villefargeau település Franciaországban, Yonne megyében. Lakosainak száma 1101 fő (2022. január 1.). Villefargeau Charbuy, Auxerre, Chevannes, Lindry és Saint-Georges-sur-Baulche községekkel határos.

## Népesség
A település népessége az elmúlt években az alábbi módon változott:
| Lakosok száma | 1061 | 1086 | 1128 | 1107 | 1113 | 1126 | 1118 | 1109 | 1101 |
|               | 2013 | 2015 | 2016 | 2017 | 2018 | 2019 | 2020 | 2021 | 2022 |